# Allan Nørregaard
Allan Nørregaard (Kolding, 19 de março de 1981) é um velejador dinamarquês.

## Carreira
Allan Nørregaard representou seu país nos Jogos Olímpicos de 2012, na qual conquistou a medalha de bronze na classe 49er. 